# Linia kolejowa nr 46
Linia kolejowa nr 46 – zelektryfikowana, jedno- i dwutorowa linia kolejowa znaczenia miejscowego łącząca stację Warszawa Zachodnia ze stacją Warszawa Czyste.